# Зелёное (Полесский район)
Зелёное — посёлок в Полесском городском округе Калининградской области России.

## История
В 1950 году указом Президиума Верховного Совета РСФСР населённому пункту Грюнден (нем. Gründen) присвоено наименование посёлок Зелёное.

## Население
| 2002 | 2010 |
| ---- | ---- |
| 486  | ↗519 |

## Улицы
| - ул. Аэродромная, - ул. Гвардейская, - пер. Гвардейский, - ул. Заречная, | - пер. Лесной, - пер. Медицинский, - ул. Полевая, - пер. Речной, | - ул. Садовая, - ул. Совхозная, - пер. Строительный, - пер. Торговый. |